# Tiszaszentimre
Tiszaszentimre község Jász-Nagykun-Szolnok vármegye Tiszafüredi járásában.

## Fekvése
A Tisza-tótól délkeletre fekszik, Tiszafüredtől 14 kilométerre délre, Abádszalóktól pedig 10 kilométerre kelet-északkeleti irányban.
A közvetlen szomszédos települések: észak felől Tiszaszőlős, északkelet felől Tiszaigar, kelet felől Tiszaörs, délkelet felől Kunmadaras, dél felől Tomajmonostora, délnyugat felől Abádszalók, nyugat-északnyugat felől pedig Tiszaderzs.
Különálló településrészei Újszentgyörgy és Pusztakettős, mindkettő 3-4 kilométerre délre fekszik a központjától.

### Megközelítése
Közúton négy irányból érhető el: Tiszaszőlős vagy Tomajmonostora felől a 3217-es, Tiszaderzs felől a 3218-as, Kunmadaras felől pedig a 3219-es úton. A 3217-es út elhalad Újszentgyörgy településrész nyugati széle mellett is; Pusztakettős közúton csak alsóbbrendű, önkormányzati utakon érhető el.
A hazai vasútvonalak közül a Karcag–Tiszafüred-vasútvonal érinti, melynek két megállási pontja van a határai között.
- Tiszaszentimre vasútállomás a településközpont keleti széle közelében létesült, közúti elérését a 3217-es útból kiágazó 32 321-es számú mellékút (települési nevén Kossuth utca) biztosítja.
- Pusztakettős megállóhely a névadó településrésztől nem messze keletre található, közvetlenül a 3219-es út mellett

A vasútvonalon a személyforgalmat 2023-ban megszüntették, azóta csak a Volánbusz által üzemeltetett vonathelyettesítő buszokkal érhető el a település 

## Története
A település ősi múltjára utal, hogy itt 1870-ben bronzkori karpereceket, vésőt és egy feldolgozatlan érctömböt találtak.
A falu nevét a templom védőszentjéről kapta, így feltételezhető, hogy a település csak Szent Imre herceg szentté avatását követően, 1136-ban keletkezett. Oklevelekben először 1325-ben említették, Zenthemreh alakban. A környéken birtokai voltak többek között a Zákány, a Bornemissza és a Borbély családnak is. 1570-ben a terület a Losoncziaké volt, majd a család kihalása után, rokonuk Ungnád Kristóf birtokába került.
A szolnoki vár 1552-es eleste után török fennhatóság alá került. Ezután a település többször elpusztult, de pár éven belül újra benépesedett. 1706-ban a Rákóczi-szabadságharc idején a „labanc” Jean Rabutin tábornok, a kíséretében lévő rácokkal felgyújtatta a falut. Mária Terézia alatt vallási türelmetlenség miatt lakói Borsod vármegyébe menekültek és csak a század végén tértek vissza. Tiszaszentimre további fejlődésére nagy hatással volt a Karcagot Tiszafüreddel összekötő vasút, amit 1896-ban adtak át. Legnagyobb népességét 1949-ben érte el, 3949 fővel. A település 1995-ben alkotta meg önkormányzati címerét és zászlaját is.
2007. június 2-án és 3-án, Szent Imre herceg születésének 1000. évfordulóján a település ünnepi rendezvénysorozatot szervezett, melyen beszédet mondott Lezsák Sándor a magyar Országgyűlés alelnöke és a Millenniumi Emlékbizottság elnöke, valamint Szili Katalin, a magyar Országgyűlés elnöke. A település lakói zenés-táncos műsort rendeztek, Bölcskei Gusztáv püspök és Bereczkei Miklós esperes ökumenikus istentiszteletet tartott és ekkor avatták fel Szent Imre mellszobrát is.

## Közélete

### Polgármesterei
- 1990–1994: Beleznay Sándor (független)[3]
- 1994–1998: Beleznay Sándor (független)[4]
- 1998–2002: Beleznay Sándor (független)[5]
- 2002–2006: Beleznay Sándor (független)[6]
- 2006–2010: Koczúrné Tóth Ibolya (független)[7]
- 2010–2014: Koczúrné Tóth Ibolya Rozália (független)[8]
- 2014–2019: Koczúrné Tóth Ibolya Rozália (független)[9]
- 2019–2024: Koczúrné Tóth Ibolya (független)[10]
- 2024– : Fodor Gusztáv (független)[1]

## Népesség
A település népességének változása:
| Lakosok száma | 2183 | 2148 | 2021 | 1793 | 1870 | 1823 | 1825 |
|               | 2013 | 2014 | 2017 | 2021 | 2022 | 2023 | 2024 |

2001-ben a település lakosságának közel 100%-a magyar nemzetiségűnek vallotta magát, de kisebb roma közösség is él itt.
A 2011-es népszámlálás során a lakosok 88,8%-a magyarnak, 2,9% cigánynak, 0,4% németnek mondta magát (10,8% nem nyilatkozott; a kettős identitások miatt a végösszeg nagyobb lehet 100%-nál). A vallási megoszlás a következő volt: római katolikus 22,2%, református 34,3%, evangélikus 0,3%, felekezeten kívüli 25,3% (16,6% nem nyilatkozott).
2022-ben a lakosság 90,1%-a vallotta magát magyarnak, 1,1% cigánynak, 1,1% németnek, 0,2% románnak, 0,2% ukránnak, 0,1-0,1% lengyelnek, görögnek, szlovénnek és örménynek, 3,3% egyéb, nem hazai nemzetiségűnek (8,2% nem nyilatkozott; a kettős identitások miatt a végösszeg nagyobb lehet 100%-nál). Vallásuk szerint 29,9% volt református, 13,4% római katolikus, 0,3% evangélikus, 0,2% görög katolikus, 1% egyéb keresztény, 1,2% egyéb katolikus, 24% felekezeten kívüli (30,1% nem válaszolt).

## Nevezetességei
- 18. századi református templom
- 18. századi, barokk, klasszicista lelkészlak
- Szent Imre szobra a templomkertben
- Faluház
- Téglamúzeum

## Képgaléria

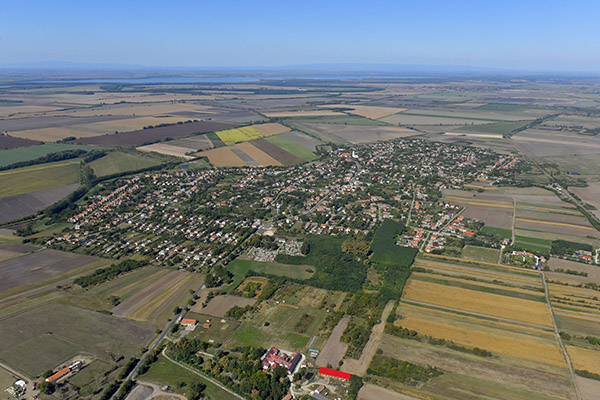
Tiszaszentimre madártávlatból
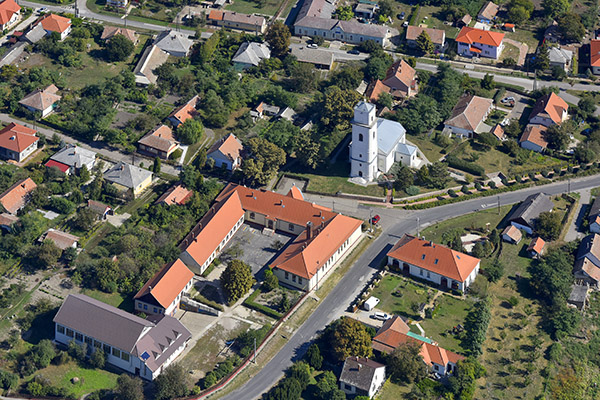
Légifotó a községről
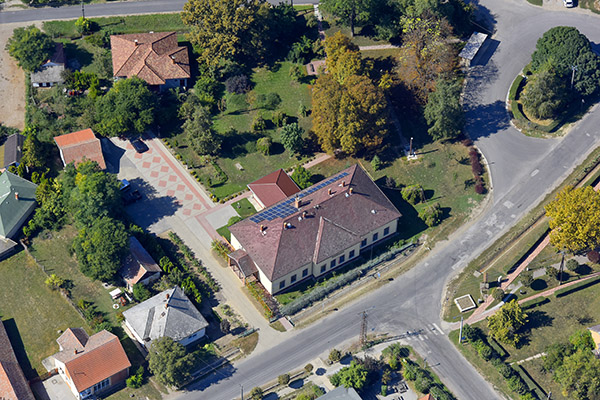
Tiszaszentimre légifelvételen
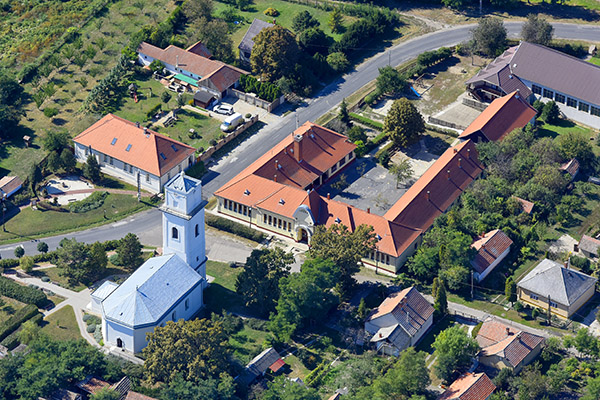
A református templom légifotón
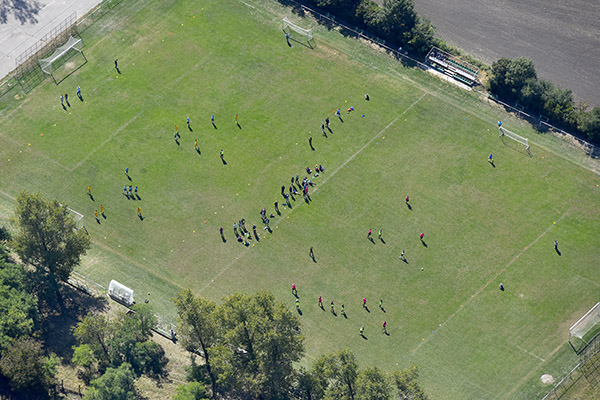
A sportpálya a magasból

## Külső hivatkozások
- Tiszaszentimre hivatalos honlapja
- Tiszaszentimre az utazom.com honlapján
- Faluház